# 石井渡士也
石井 渡士也（いしい としや、2001年1月15日 - ）は、日本のプロボクサー。東京都武蔵村山市出身。第48代日本スーパーバンタム級王者。REBOOT.IBAボクシングジム所属。

## 来歴
花咲徳栄高校時代、インターハイで準優勝したことがある。
2019年4月18日、プロデビュー戦を2回TKO勝ち。
2019年12月12日、後楽園ホールで石川春樹と日本バンタム級ユース王座決定戦を行い、4回30秒TKO勝ちを収め王座獲得に成功。
2020年11月23日、三田市総合文化センター郷の音ホールで元日本スーパーフライ級王者の石田匠とバンタム級8回戦を行うも、8回0-3（74-78、75-77、73-79）で判定負けを喫し、プロ初黒星となった。
2021年7月21日、後楽園ホールで日本バンタム級5位の南出仁と対戦し、5回2分14秒TKO勝ちを収めた。
2021年7月27日、日本ユース王座を返上した。
2023年4月26日、後楽園ホールで下町俊貴と日本スーパーバンタム級王座決定戦を行う予定だったが、石井が棄権し中止となった。
2023年10月31日、後楽園ホールで日本スーパーバンタム級王者の下町俊貫と仕切り直しの日本スーパーバンタム級タイトルマッチを行い、10回0-1（93-96、95-95×2）の引き分け判定となり王座獲得とはならなかった。
2024年10月17日、後楽園ホールで日本スーパーバンタム級2位の池側純と日本同級最強挑戦者決定戦を行い、8回3-0（77-74×2、78-73）の判定勝ちを収め下町俊貴への挑戦権を獲得した。
2025年2月13日、下町俊貴が同日付で日本スーパーバンタム級王座を返上したことを受け、2025年4月22日に後楽園ホールで日本同級2位の福井勝也と日本同級王座決定戦を行うことが発表された。
2025年4月22日、後楽園ホールで福井勝也と日本スーパーバンタム級王座決定戦を行い、10回2分38秒TKO勝ちを収め王座獲得に成功した。
2025年8月21日、後楽園ホールで元日本スーパーバンタム級ユース王者および日本同級1位の津川龍也と日本スーパーバンタム級タイトルマッチを行う予定。

## 戦績
- アマチュアボクシング - 44戦30勝14敗
- プロボクシング - 12戦9勝（6KO）1敗2分

| 戦           | 日付           | 勝敗 | 時間     | 内容        | 対戦相手                   | 国籍         | 備考                                                            |
| ------------ | -------------- | ---- | -------- | ----------- | -------------------------- | ------------ | --------------------------------------------------------------- |
| 1            | 2019年4月18日  | ☆    | 2R 0:47  | TKO         | アダム・ウィジャヤ         | インドネシア | プロデビュー戦                                                  |
| 2            | 2019年8月27日  | ☆    | 5R 0:40  | 負傷判定3-0 | 富施郁哉（ワタナベ）       | 日本         | 日本バンタム級ユース王座決定トーナメント準決勝/富施の負傷による |
| 3            | 2019年12月12日 | ☆    | 4R 0:30  | TKO         | 石川春樹（RK蒲田）         | 日本         | 日本バンタム級ユース王座決定戦                                  |
| 4            | 2020年11月23日 | ★    | 8R       | 判定0-3     | 石田匠（井岡）             | 日本         |                                                                 |
| 5            | 2021年7月21日  | ☆    | 5R 2:14  | TKO         | 南出仁（セレス）           | 日本         |                                                                 |
| 6            | 2021年12月14日 | ☆    | 8R       | 判定3-0     | 藤岡拓弥（VADY）           | 日本         |                                                                 |
| 7            | 2022年6月7日   | ☆    | 6R 1:16  | TKO         | 福永輝(沖縄ワールドリング) | 日本         |                                                                 |
| 8            | 2022年10月25日 | △    | 8R       | 判定1-0     | 池側純（角海老宝石）       | 日本         |                                                                 |
| 9            | 2023年10月31日 | △    | 10R      | 判定0-1     | 下町俊貴（グリーンツダ）   | 日本         | 日本スーパーバンタム級タイトルマッチ                            |
| 10           | 2024年7月9日   | ☆    | 4R 0:53  | TKO         | エドワード・ヘノ           | フィリピン   |                                                                 |
| 11           | 2024年10月17日 | ☆    | 8R       | 判定3-0     | 池側純（角海老宝石）       | 日本         | 日本スーパーバンタム級最強挑戦者決定戦                          |
| 12           | 2025年4月22日  | ☆    | 10R 2:38 | TKO         | 福井勝也（帝拳）           | 日本         | 日本スーパーバンタム級王座決定戦                                |
| 13           | 2025年8月21日  |      |          |             | 津川龍也（ミツキ）         | 日本         | 日本スーパーバンタム級タイトルマッチ 試合前                     |
| テンプレート |                |      |          |             |                            |              |                                                                 |

## 獲得タイトル
- 第3代日本バンタム級ユース王座（防衛0=返上）
- 第48代日本スーパーバンタム級王座（防衛0）